# Candela Mejías
Candela Mejías, née le 27 janvier 1997, est une joueuse de hockey sur gazon espagnole. Elle évolue au poste de défenseure au Club de Campo et avec l'équipe nationale espagnole.
Elle a participé aux Jeux olympiques d'été de 2020.

## Carrière

### Jeux olympiques
- Top 8 : 2020